# Smal gravertje
Het smal gravertje (Dyschirius angustatus) is een keversoort uit de familie van de loopkevers (Carabidae). De wetenschappelijke naam van de soort werd in 1830 gepubliceerd door August Ahrens.